# William Jewell College
William Jewell College, Jewell, är ett privat liberal arts college i Liberty, Missouri, USA. Det grundades år 1849 av medlemmar i Missouri Baptist Convention. Bland grundarna var pastorn Robert S. James, far till Frank och Jesse James. William Jewell hade donerat 10 000 $ till ändamålet. Tidskriften Time valde Jewell år 2001 till årets liberal arts college i USA. Missouri Baptist Convention upphörde 2003 att finansiera Jewells verksamhet. Det hade uppstått en dispyt om homosexualitet och evolution mellan de religiösa ledarna och William Jewell College som har sedan dess fått sin finansiering från andra privata källor.